# Combat de Zapiga
Guerre civile chilienne de 1891
Batailles
- Zapiga
- Alto Hospicio
- Punitaqui
- Pisagua
- Dolores
- Huara
- Pozo Almonte
- Calderilla (naval)
- Concón
- Placilla

Le combat de Zapiga est livré le 21 janvier 1891 pendant la guerre civile chilienne de 1891, lors de la campagne du nord. 

## Déroulement
Les rebelles s'étant emparés de Pisagua, les gouvernementaux décident de leur reprendre la ville. Cette mission est confiée au commandant Valenzuela qui commande une troupe de 150 hommes environ. Plutôt que d'attendre les gouvernementaux, les rebelles, commandés par le colonel Estanislao del Canto (en) se portent à leur rencontre. Le combat se déroule à Zapiga (es); il dure à peine une heure et tourne au désavantage des gouvernementaux, pourtant en supériorité numérique. Admettant sa défaite, Valenzuela retraite sur Negreiros, tandis que del Canto ramène ses forces à Pisagua.

## Sources
- Agustin Toro Dávila, Sintesis historico militar de Chile, Editorial universitaria, Santiago, Chili, 1976,  (ISBN 978-84-8340-256-6)